# Kutriguri
Kutriguri so bili turško nomadsko ljudstvo ki je v 6. stoletju cvetelo v pontsko-kaspijski stepi. Vzhodno od njih so živeli njim sorodni Utiguri. Oboji so bili  verjetno tesno povezani z Bolgari.  Vojskovali so se z Bizantinskim cesarstvom in Utiguri. Proti koncu 6. stoletja so jih absorbirali panonski Avari, ki so se tja priselili pod pritiskom Turkov.

## Zgodovina
Grousset je menil, da so bili Kutriguri ostanki Hunov. Prokopij o njih piše: 
V starih časih so številni Huni, takrat imenovani Kimerijci, naseljevali dežele, ki sem jih že omenil. Vsi so imeli enega kralja. Nekoč je eden od njihovih kraljev imel dva sinova: enega po imenu Utigur in drugega po imenu Kutrigur. Po očetovi smrti sta si sinova razdelila oblast in dala svoji imeni podložnim ljudstvom, tako da se še danes nekateri imenujejo Utiguri, drugi pa Kutriguri.
Kutriguri so zasedli zahodni, Utriguri pa vzhodni del tanaitsko-meotskega (donsko-azovskega) stepskega območja, kar potrjujejo besede utigurskega vladarja Sandila:
Ni ne pošteno ne spodobno iztrebljati naše rojake (Kutrigure), ki ne le govorijo jezik, enak našemu, ki so naši sosedje in imajo enaka oblačila in življenjske navade, ampak so tudi naši sorodniki, čeprav podvrženi drugim gospodom.
Psevdo-Zaharija Retorik, sirski prevajalec Cerkvene zgodovine, je okoli leta 555 v zahodni Evraziji omenil trinajst plemen:  wngwr (Onoguri), wgr (Oguri), sbr (Sabiri), bwrgr (Burğar, se pravi Bolgari), kwrtrgr (Kutriguri), br (verjetno Abar, se pravi Avari), ksr (Kasr; Akatziri ?), srwrgwr (Saraguri), dyrmr (*Idilmari, Ιτιμαροι), b'grsyq (Bagrasik, se pravi Barsili), kwls (HalizianI ?), bdl  (Abdali ?) in ftlyt (Heftaliti). V etnografskih spisih iz istega obdobja so opisani s tipičnimi besednimi zvezami za nomade, kot "ljudje, ki živijo v šotorih, se preživljajo z mesom živine in rib, divjih živali in z orožjem (plenjenjem)" in podobno.

### Vojna z Bizantinci
Agatij (okoli 579–582) je zapisal:
...vsi se na splošno imenujejo Skiti. zlasti Huni glede na njihov narod. Tako so eni Kutriguri in Utiguri, drugi pa Ultizuri in Burugundi...  Ultizuri in Burugundi so bili znani od časa cesarja Leona (457–474) in takratnih Rimljanov in so se zdeli močni. Mi pa jih danes niti ne poznamo, niti jih, mislim, ne bomo. Morda so poginili ali pa so se odselili zelo daleč.
Leta 551 je kutrigurska vojska 12.000 mož, ki so jo vodili številni poveljniki, vključno s Hinialonom, prišla z "zahodne strani Maeotskega jezera", da bi pomagala Gepidom, ki so bili v vojni z Langobardi. Kasneje so z Gepidi ropali po bizantinskih deželah. Cesar Justinijan I. (527–565) je z diplomatskim prepričevanjem in podkupovanjem pretental Kutrigure in Utigure v medsebojno vojno. Utiguri pod vodstvom Sandila so napadli Kutrigure, ki so utrpeli velike izgube.
Kutriguri so z Bizantinskim cesarstvom sklenili mirovni sporazum. 2.000 Kutrigurov na konjih, z ženami in otroki, ki jih je vodil Sinion, je vstopilo v cesarsko službo in se naselilo v Trakiji. Sandila je negativno ocenil prijateljsko ravnanje s temi Kutriguri.
Pozimi leta 558 je preostala velika vojska Kutrigurov pod vodstvom Zabergana prečkala zamrznjeno Donavo in se razdelila na tri dele: prvi je prodrl na jug vse do Termopil, druga dva pa do Agore v Trakiji oziroma obrobja Konstantinopla. Prehod tako velikih razdalj v kratkem času kaže, da so vojsko tvorili konjeniki.
Prokopij iz Cezareje, Agatij Mirinejski in Menander poročajo, da so se Kutriguri in Utiguri  v medsebojni vojni zdesetkali. Nekaj ostankov Kutrigurov je z Avari odšlo v Panonijo. Do leta 569 so Κοτζαγηροί (Kotzagiroi, morda Kutriguri), Ταρνιάχ (Tarniah) in Ζαβενδὲρ (Zabender) pred Turki pribežali k Avarom.  Avarski kagan Bajan I. je leta 568 ukazal 10.000 tako imenovanim kutrigurskim Hunom, naj prečkajo reko Savo. Utiguri so ostali v pontski stepi in padli pod oblast Turkov. 
Med letoma 630 in 635 je kanu Kubratu uspelo združiti onogurske Bolgare s plemeni Kutrigurov in Utigurov pod enotno oblast in ustvariti močno plemensko zvezo, ki so jo srednjeveški avtorji v Zahodni Evropi imenovali Velika Bolgarija. oziroma Patria Onoguria. Po mnenju nekaterih poznavalcev bi se pravilneje imenovala Onogurursko-Bolgarsko cesarstvo.

## Opombi
1. ↑   Okoli leta 463 se je v Notranji Aziji začel niz nomadskih preseljevanj. Arheološki in pisni  dokazi dovoljujejo, da se  domovino ogurskih plemen postavi v zahodno Sibirijo in kazahstanske stepe. Oguri so bili del velike skupine turških plemen, ki se v kitajskih virih omenja kot Tieh-lê, in naj bi živela tudi v Notranji Aziji. Čeprav nekateri predhodniki teh pomembnih selitev še vedno niso jasni, ni nobenega dvoma, da so ogurska plemena postala prevladujoči element v pontsko-kaspijskih stepah. Izraz Ogur je pomenil "združenje sorodnih plemen, plemensko zvezo" in se je pojavljal v njihovih etnonimih: Onogur, Saraghur itd. Jezik teh ogurskih plemen, ki je danes ohranjen le v čuvaščini, se je razlikoval od skupnega turškega jezika. Najzgodnejši zanesliv podatek o Bolgarih, velikem konglomeratu ogurskih, hunskih in drugih elementov, je iz leta 480. Dejavnosti Kutrigurov in Utrigurov se v virih včasih opisujejo kot dejavnosti Hunov in morda celo Bolgarov. Njihovega natančnega odnosa  do slednjih ni mogoče z gotovostjo določiti, očitno pa so vsi trije izvirali iz istega hunsko-ogurskega okolja.[1]
2. ↑  Etnonim Huni, tako kot etnonima Skiti in Turki, je postal generični izraz za stepsko ljudstvo (nomade) in invazivne sovražnike z vzhoda, ne glede na njihov dejanski izvor in identiteto,[3] čeprav to ostaja sporno.[4]